# Óscar Duarte
Óscar Esaú Duarte Gaitán (ur. 3 czerwca 1989 w Masayi) – kostarykański piłkarz nikaraguańskiego pochodzenia występujący na pozycji środkowego obrońcy w klubie Deportivo Saprissa oraz w reprezentacji Kostaryki. Posiada również obywatelstwo hiszpańskie.

## Kariera klubowa
Duarte zawodową karierę rozpoczął w 2008 roku w zespole CD Saprissa z Primera División de Costa Rica. W sezonie 2009/2010 wywalczył z nim mistrzostwo fazy Clausura. W połowie 2010 roku został wypożyczony do Puntarenas FC, ale na początku 2011 roku wrócił do Saprissy.

## Kariera reprezentacyjna
W reprezentacji Kostaryki Duarte zadebiutował 17 listopada 2010 roku zremisowanym 0:0 towarzyskim meczu z Jamajką. W 2011 roku został powołany do kadry na Złoty Puchar CONCACAF. Zagrał na nim w pojedynku z Meksykiem (1:4). Z tamtego turnieju Kostaryka odpadła w ćwierćfinale.
W 2011 roku Duarte wziął również udział w Copa América. Na tamtym turnieju, zakończonym przez Kostarykę na fazie grupowej, wystąpił w spotkaniach z Kolumbią (0:1), Boliwią (2:0) i Argentyną (0:3).